# Gilda Giuliani
Egilda Giuliani, detta Gilda (Termoli, 19 giugno 1954), è una cantante italiana.

## Biografia
Cantante apprezzata anche e soprattutto fuori dall'Italia, ha inciso dischi in Francia, Germania e Giappone. Nel 1973 ha vinto il Festival Mondiale di Tokyo.
Ha partecipato al Festival di Sanremo 1973 con Serena (uno dei suoi brani più conosciuti) e all’edizione del 1974 con Senza titolo. Nello stesso periodo ha partecipato a trasmissioni musicali televisive come Senza rete, Canzonissima e Adesso musica. Alla radio è stata ospite fissa nel 1974 alla trasmissione Gran varietà, dove canta la sigla finale Amore, amore immenso, e in seguito partecipa a Batto quattro.
Tra il dicembre 1975 e il gennaio 1976 ha ottenuto un grande successo all'Olympia di Parigi con una serie di recital che l’hanno vista protagonista insieme a noti artisti.
Nel 1976 la RCA Italiana ha pubblicato l'album Donna contenente le canzoni Io me ne andrei, con la partecipazione vocale sul ritornello di Claudio Baglioni, Te ne vai e Facile come parlare, scritte da Renzo Zenobi. In quello stesso anno ha partecipato al Festivalbar con Amore, canzone ripresa in duetto nel 1994 da Mina e Riccardo Cocciante.
Nel 1977 ha inciso, ancora per la RCA, il singolo Compagni di viaggio, scritto da Carla Vistarini e Luigi Lopez, arrangiato da Luis Bacalov.
Gli anni 1980 la vedono discograficamente poco attiva. Partecipa a varie trasmissioni revival, tra cui C'era una volta il Festival e Sapore di sale. Dal 1996 al 2002 ritorna in TV come ospite fissa nei programmi di Paolo Limiti soprattutto come interprete della grande canzone francese, ottenendo un buon successo e ritrovando popolarità in Italia e in Francia. Sul finire degli anni Novanta partecipa anche a Tappeto volante in onda su Telemontecarlo.
Nel 2006 realizza un recital tributo a Mia Martini intitolato Canto Mimì. Nell'aprile 2018 torna con un nuovo singolo dal titolo Il tempo, che presenta all'interno della trasmissione Bel tempo si spera su TV2000.

## Discografia

### Singoli
- 1973 - Serena/Io corro da te (Ariston, AR-0587)
- 1973 - Tutto è facile/Quelle tue promesse (Ariston, AR-0608)
- 1974 - Amore, amore immenso/Parigi a volte cosa fa (Ariston, AR-0611)
- 1974 - Senza titolo/Dio che tutto puoi (Ariston, AR-0624)
- 1974 - Si ricomincia/Doccia fredda (Ariston, AR-0649)
- 1974 - Più passa il tempo/Doccia fredda (Ariston, AR-0656)
- 1975 - Parlerò di te/Fammi entrare nell'anima (Ariston, AR-00690)
- 1975 - Amici miei/Vigliacco amore mio (Ariston, AR-00715)
- 1975 - Amore/Notte (Sweet Lady Blue) (RCA Italiana, TPBO-1233)
- 1976 - Io me ne andrei/Amore (RCA Italiana, TPBO-1233)
- 1977 - Compagni di viaggio/Una notte una vita (RCA Italiana, PB-6089)
- 1979 - Love Theme From Superman (Can You Read My Mind)/Main Title Theme From Superman  (RCA Italiana, PB 6299)
- 1987 - Che ne sai/I Have a Vision (Ros Record,  RRNP 101)
- 1989 - Meravigliosa/Troppo tardi per capire adesso (Fremus, FNBF 217)
- 2018 - Il tempo (Mantovani Music) (singolo digitale)

### Album
- 1973 - Gilda Giuliani (Ariston, AR 12091)
- 1974 - Oggi un anno (Ariston, AR 12122)
- 1974 - Si ricomincia (Ariston, AR 12150)
- 1975 - Chanson Pour Toi Erika Scholler (RCA Victor)
- 1976 - Donna (RCA)
- 2009 - Canto Mimì

### EP
- 1983 - Portami con te (RCA)

### Raccolte
- 1996 - Serena (Duck Record)
- 2000 - Canzoni d'amore (BMG)
- 2002 - Gilda Giuliani (serie "Flashback - I Grandi Successi Originali") (BMG)
- 2002 - Il meglio (D.V. More Records)
- 2002 - Serena - I successi (D.V. More Records)
- 2004 - Milva/Gilda Giuliani/Ornella Vanoni/Iva Zanicchi (BMG)
- 2005 - Dominò (D.V. More Records)
- 2022 - Gilda Giuliani + Oggi Un Anno (On Sale Music)